# Interpretaciones de la mecánica cuántica
Una interpretación de la mecánica cuántica es un conjunto de afirmaciones que tratan sobre la completitud, determinismo o modo en que deben entenderse los resultados de la mecánica cuántica y los experimentos relacionados con ellas. Aunque las predicciones básicas de la mecánica cuántica han sido confirmadas extensivamente por experimentos muy precisos, algunos científicos consideran que algunos aspectos del entendimiento que ésta proporciona son insatisfactorios y requieren explicaciones o interpretaciones adicionales que permitan un reconocimiento más cercano a la intuición de los resultados de los experimentos.
Los problemas sobre cómo deben entenderse ciertos aspectos de la mecánica cuántica son tan agudos que existen una serie de escuelas alternativas, que difieren por ejemplo en cuanto a si la teoría es subyacentemente determinista, o si algunos elementos tienen o no realidad objetiva, o si la teoría proporciona una descripción completa de un sistema físico.
Estas interpretaciones, igualmente han aportado nuevas perspectiva a otras áreas del saber tales como la Filosofía de la física, en la cual ha aportado una nueva perspectiva filosófica de caracter metafísico (Metafísica cuántica) elaborada a partir de las interpretaciones de estos conceptos científicos. (no confundir con el análisis pseudocientifico dentro del misticismo cuántico).

## El problema de la medida
El gran problema lo constituye el proceso de medición. En la física clásica, medir significa revelar o poner de manifiesto propiedades que estaban en el sistema desde antes de que midamos.
En mecánica cuántica el proceso de medición altera de forma incontrolada la evolución del sistema. Constituye un error pensar dentro del marco de la física cuántica que medir es revelar propiedades que estaban en el sistema con anterioridad. La información que nos proporciona la función de onda es la distribución de probabilidades, con la cual se podrá medir tal valor de tal cantidad. Cuando medimos ponemos en marcha un proceso que es indeterminable a priori, lo que algunos denominan azar, ya que habrá distintas probabilidades de medir distintos resultados. Esta idea fue y es aún objeto de controversias y disputas entre los físicos, filósofos y epistemólogos. Uno de los grandes objetores de esta interpretación fue Albert Einstein, quien a propósito de esta idea dijo su famosa frase "Dios no juega a los dados".
Independientemente de los problemas de interpretación, la mecánica cuántica ha podido explicar esencialmente todo el mundo microscópico y ha hecho predicciones que han sido probadas experimentalmente de forma exitosa, por lo que es una teoría unánimemente aceptada.

### Formulación del problema
El problema de la medida se puede describir informalmente del siguiente modo:
1. De acuerdo con la mecánica cuántica un sistema físico, ya sea un conjunto de electrones orbitando en un átomo, queda descrito por una función de onda. Dicha función de onda es un objeto matemático que supuestamente describe la máxima información posible que contiene un estado puro.
2. Si nadie externo al sistema ni dentro de él observase o tratase de ver cómo está el sistema, la mecánica cuántica nos diría que el estado del sistema evoluciona de manera determinista dada por la ecuación de Schrödinger. Es decir, que podría ser perfectamente predecible hacia dónde irá el sistema.
3. La función de onda nos informa de cuáles son los resultados posibles de una medida y sus probabilidades relativas, pero no nos dice qué resultado concreto se obtendrá si un observador trata efectivamente de medir el sistema o averiguar algo sobre él. De hecho, la medida sobre un sistema es un valor impredecible de entre los resultados posibles.

Eso plantea un problema serio, si las personas, los científicos u observadores son también objetos físicos como cualquier otro, debería haber alguna forma determinista de predecir cómo, tras juntar el sistema en estudio con el aparato de medida, finalmente llegamos a un resultado determinista. Pero el postulado de que "una medición destruye la coherencia de un estado inobservado e inevitablemente tras la medida se queda en un estado mezcla impredecible", parece que solo nos deja 3 salidas:
- A) O bien pasamos a entender el proceso de decoherencia por lo cual un sistema pasa de tener un estado puro que evoluciona predeciblemente a tener un estado mezcla o impredecible (ver teoría del caos).
- B) O bien admitimos que existen unos objetos no-físicos llamados "consciencia" que no están sujetos a las leyes de la mecánica cuántica y que nos resuelven el problema.
- C) O tratamos de inventar cualquier hipótesis exótica que nos haga compatibilizar cómo por un lado deberíamos estar observando tras una medida un estado no fijado por el estado inicial y por otro lado que el estado del universo en su conjunto evoluciona de forma determinista.

El enunciado anterior, "una medición destruye la coherencia de un estado inobservado e inevitablemente tras la medida se queda en un estado mezcla impredecible, parece que sólo nos deja 3 salidas", es demasiado arriesgado y no probado. Si partimos de que las entidades fundamentales que constituyen la materia, precisamente, y al contrario de lo que deduce (B) no tienen consciencia de sí mismas, y sin preferencia alguna por el determinismo o el caos absoluto, solo pueden encontrar el equilibrio comportándose según leyes de probabilidad o lo que es lo mismo por leyes de "caos determinado". En la práctica cualquier defensa o negación de la teoría cuántica no responde a razonamientos matemáticos deductivos sino a impresiones o sugestiones con origen en axiomas filosóficos totalmente arbitrarios. Cabe notar que p.ej, la palabra "equilibrio" en este párrafo puede o no tener sentido y el valor de realidad que se conceda al mismo no está sujeto a demostración matemática alguna.

## Interpretaciones
Comúnmente existen diversas interpretaciones de la mecánica cuántica, cada una de las cuales en general afronta el problema de la medida de manera diferente. De hecho si el problema de la medida estuviera totalmente resuelto no existirían algunas de las interpretaciones rivales. En cierto modo la existencia de diferentes interpretaciones refleja que no existe un consenso sobre cómo plantear precisamente el problema de la medida. Algunas de las interpretaciones más ampliamente conocidas son las siguientes:
- Interpretación estadística, en la que se supone un estado cuántico describe una regularidad estadística, siendo explicables los diferentes resultados de la medida de un observable atribuibles a factores estocásticos o fluctuaciones debidas al entorno y no observables. La electrodinámica estadística es una teoría de los electrones en que el comportamiento cuántico, aparentemente aleatorio, de los electrones de un sistema es atribuible a las fluctuaciones del campo electromagnético debido al resto de electrones del universo.
- Interpretación de Copenhague es la interpretación tradicional de la mecánica cuántica, universalmente aceptada en sus inicios al respaldarse en principios comprobados, a la que se han adherido la mayoría de manuales de mecánica cuántica tradicionalmente. Debida inicialmente a Niels Bohr y el grupo de físicos que trabajaba con él en Copenhague hacia 1927. Se asume el principio de incertidumbre y el principio de complementariedad de las descripciones ondulatoria y corpuscular.
- Interpretación participatoria del principio antrópico.
- Interpretación de historias consistentes.
- Teorías de colapso objetivo. De acuerdo con estas teorías, las superposiciones de estados se destruyen aunque no se produzca observación, difiriendo las teorías en qué magnitud física es la que provoca la destrucción (tiempo, gravitación, temperatura, términos no lineales en el operador de evolución...). Esa destrucción es lo que evita las ramas que aparecen en la teoría de los multi-universos o universos paralelos. La palabra "objetivo" procede de que en esta interpretación tanto la función de onda como el colapso de la misma son "reales", en el sentido ontológico. En la interpretación de los muchos-mundos, el colapso no es objetivo, y en la de Copenhague es una hipótesis ad hoc.
- Interpretación de los universos paralelos. De acuerdo a esta hipótesis, tras una medida todos los resultados posibles se realizan de alguna manera, aunque un observador concreto solo observa uno de los resultados (los otros resultados se producirían en réplicas de nuestro universo, que no interacción con el universo percibido del primer observador).
- Interpretación de Bohm es una interpretación que prescinde del principio de localidad y postula un modelo de variables ocultas en la que la aleatoriedad aparente se debe al valor desconocido de dichas variables ocultas. De acuerdo con Bohm si se conociera el valor de las variables ocultas el resultado sería completamente determinista.

| Interpretación                            | Autor(es)                               | ¿Determinista? | ¿Función de onda real? | ¿Historia única? | ¿Variables ocultas? | ¿Colapso de la función de onda? | ¿Rol del observador? |
| ----------------------------------------- | --------------------------------------- | -------------- | ---------------------- | ---------------- | ------------------- | ------------------------------- | -------------------- |
| Mecánica estocástica                      | Edward Nelson, 1966                     | No             | No                     | Sí               | No                  | No                              | Ninguno              |
| Interpretación estadística                | Max Born, 1926                          | Sin respuesta  | No                     | Sí               | Indefinido          | No                              | Ninguno              |
| Interpretación de Copenhague              | Niels Bohr, Werner Heisenberg, 1927     | No             | No                     | Sí               | No                  | Sin respuesta                   | Sin respuesta        |
| Interpretación de los universos paralelos | Hugh Everett, 1957                      | Sí             | Sí                     | No               | No                  | No                              | Ninguno              |
| Interpretación de las muchas mentes       | H. Dieter Zeh, 1970                     | Sí             | Sí                     | No               | No                  | No                              | Interpretativa       |
| Historias consistentes                    | Robert B. Griffiths, 1984               | Indefinido     | Indefinido             | No               | No                  | No                              | Interpretativa       |
| Lógica cuántica                           | Garrett Birkhoff, 1936                  | Indefinido     | Indefinido             | Si               | No                  | No                              | Interpretativa       |
| Interpretación de Bohm                    | Louis de Broglie, 1927 David Bohm, 1952 | Sí             | Sí                     | Sí               | Sí                  | No                              | Ninguno              |
| Interpretación transaccional              | John G. Cramer, 1986                    | No             | Sí                     | Sí               | No                  | Sí                              | Ninguno              |
| Mecánica cuántica relacional              | Carlo Rovelli, 1994                     | Indefinido     | No                     | Indefinido       | No                  | Sí                              | Intrínseco           |
| Interpretación de von Neumann             | von Neumann, 1932, Wheeler, Wigner      | No             | Sí                     | Sí               | No                  | Sí                              | Causal               |
| Teorías de colapso objetivo               | Ghirardi-Rimini-Weber, 1986             | No             | Sí                     | Sí               | No                  | Sí                              | Ninguno              |